# 汤溪县
29°02′54″N 119°24′13″E / 29.048406903885887°N 119.40359596163034°E
汤溪县是浙江省中西部一个已经撤消的县，为原“婺州八县”之一。存县期间县城驻今汤溪镇。
明朝成化七年（1471年），因闹矿贼，政府于金华、兰谿、龙游和遂昌四县边陲之地置汤溪县，上属金华府。史书上记载，是因为官方无力剿匪，只好招安怀柔，让贼盗自治，以息事宁人。汤溪县存县近500年，1958年撤消并入金华县。

## 辖境
辖境包括今婺城區的汤溪镇、莘畈乡、岭上乡、塔石乡、蒋堂镇、罗埠镇、洋埠镇、琅琊镇、沙畈乡、白龍橋鎮的白龍橋和古方（原古方鄉）、长山乡的石道畈（原石道畈乡），以及兰溪市西南角的游埠、孟湖、赤溪等鄉鎮的部分地區（原下王、錢村鄉）。该区域大部分地区目前通用汤溪话。

## 历任县令
- 宋约（首任）